# 비미 능선 전투
비미 능선 전투(영어: Battle of Vimy Ridge)는 제1차 세계 대전 당시 프랑스의 파드칼레주에서 발발한 아라스 전투의 주요 전투 중 하나로, 아라스 전투가 시작되던 1917년 4월 9일부터 4월 12일까지 이어졌다. 영국 제1군 소속 캐나다 군단의 4개 사단이 독일 제6군의 3개 사단과 맞붙었다. 비미 능선 전투는 프랑스군이 전장의 남쪽에 있는 엔강과 셰멩 데 담 능선에 결정적인 공세를 가하기 위해 독일 예비군의 관심을 돌리려고 계획한 니벨 공세의 첫 공격이기도 했다.
캐나다 군단은 아라스 전선 북쪽 측면에 있는 단층애였던 독일군 점령 하의 비미 능선의 고지를 점령하는 것이 주요 목표였다. 이 지역을 점령하면, 더욱 남쪽에 있는 영국 제1군과 제3군이 독일군의 집중 사격으로부터 보호받을 수 있었다. 탄막 사격의 지원 하에, 캐나다 군단은 공격 첫 날 고지 대부분을 점령했다. 공격 이튿날, 캐나다군은 독일군의 상당한 저항을 받았지만 돌출부의 독일군을 궤멸시켰고 텔뤼스 마을과 능선의 산마루를 점령했다. 마지막 목표였던 지바시앙겔 외곽의 둔덕은 4월 21일이 되어서야 캐나다군의 수중에 떨어졌다. 독일 제6군은 이후 오피-메르코르 선으로 후퇴했다.
역사학자들은 캐나다 군단의 성공의 이유로 독일 제6군이 새로운 독일군 방어 정책을 제때 적용하지 못한 것을 비롯하여 캐나다군의 기술과 전략의 쇄신, 세심한 계획, 강력한 포격 지원, 그리고 강도 높은 훈련 때문이라고 보고 있다. 이 전투는 캐나다 원정군의 4개 사단이 모두 참전한 첫 사례로, 이후 이 전투는 캐나다의 국가적 업적과 희생의 상징이 되었다. 과거 전장 중 100헥타르 정도의 구역은 캐나다 국립 비미 기념관의 기념공원으로 사용되고 있다.